# Acalolepta chinensis
Acalolepta chinensis är en skalbaggsart som beskrevs av Stefan von Breuning 1970. Acalolepta chinensis ingår i släktet Acalolepta och familjen långhorningar. Inga underarter finns listade i Catalogue of Life.